# Ando Kozue
Ando Kozue (安藤 梢, sinh ngày 9 tháng 7 năm 1982) là một cầu thủ bóng đá nữ người Nhật Bản.

## Đội tuyển bóng đá nữ quốc gia Nhật Bản
Ando Kozue thi đấu cho đội tuyển bóng đá nữ quốc gia Nhật Bản từ năm 1999 đến 2015.

## Thống kê sự nghiệp
| Nhật Bản  | Nhật Bản | Nhật Bản |
| Năm       | Trận     | Bàn      |
| --------- | -------- | -------- |
| 1999      | 1        | 0        |
| 2000      | 5        | 0        |
| 2001      | 0        | 0        |
| 2002      | 5        | 0        |
| 2003      | 1        | 2        |
| 2004      | 6        | 1        |
| 2005      | 9        | 1        |
| 2006      | 16       | 3        |
| 2007      | 9        | 0        |
| 2008      | 16       | 3        |
| 2009      | 3        | 1        |
| 2010      | 8        | 6        |
| 2011      | 18       | 0        |
| 2012      | 13       | 0        |
| 2013      | 5        | 1        |
| 2014      | 4        | 0        |
| 2015      | 7        | 1        |
| Tổng cộng | 126      | 9        |

## Bàn thắng quốc tế
| #  | Ngày                | Địa điểm                                                 | Đối thủ           | Bàn thắng | Kết quả | Giải đấu                   |
| -- | ------------------- | -------------------------------------------------------- | ----------------- | --------- | ------- | -------------------------- |
| 1. | 30 tháng 7 năm 2006 | Sân vận động Hindmarsh, Adelaide, Úc                     | CHDCND Triều Tiên | 1–3       | 2–3     | Cúp bóng đá nữ châu Á 2006 |
| 2. | 31 tháng 5 năm 2008 | Sân vận động Thống Nhất, Thành phố Hồ Chí Minh, Việt Nam | Đài Bắc Trung Hoa | 3–0       | 11–0    | Cúp bóng đá nữ châu Á 2008 |
| 3. | 2 tháng 6 năm 2008  | Sân vận động Thống Nhất, Thành phố Hồ Chí Minh, Việt Nam | Úc                | 1–0       | 3–1     | Cúp bóng đá nữ châu Á 2008 |
| 4. | 22 tháng 5 năm 2010 | Trung tâm Thể thao Thành Đô, Thành Đô, Trung Quốc        | Thái Lan          | 4–0       | 4–0     | Cúp bóng đá nữ châu Á 2010 |
| 5. | 24 tháng 5 năm 2010 | Trung tâm Thể thao Thành Đô, Thành Đô, Trung Quốc        | CHDCND Triều Tiên | 1–0       | 2–1     | Cúp bóng đá nữ châu Á 2010 |
| 6. | 30 tháng 5 năm 2010 | Trung tâm Thể thao Thành Đô, Thành Đô, Trung Quốc        | Trung Quốc        | 1–0       | 2–0     | Cúp bóng đá nữ châu Á 2010 |